# Света Петка (Дреновени)
Вижте пояснителната страница за други значения на Света Петка.
„Света Петка“ или „Света Параскева“ (на гръцки: Αγίας Παρασκευής) е православна църква в костурското село Дреновени (Кранионас), Егейска Македония, Гърция. Храмът е част от Костурската епархия.
Църквата е храмът на горната махала на селото – Горно Дреновени. Предполага се, че е изградена към 1860 – 1863 година, на основите на по-стар храм. Иконостасът е поставен в 1864 година. Има ценни възрожденски икони, включително икона на свети Йоан Кръстител от XVIII век, за която се смята, че произхожда от старата църква. Забележителна е и царската икона на света Богородица на трон, която стилистично е на границите на византийските и неокласическите образци.